# NGC 726
NGC 726 est une galaxie spirale barrée de type magellanique située dans la constellation de la Baleine. NGC 726 a été découverte par l'astronome américain Frank Müller en 1886.

## Caractéristiques
Sa vitesse par rapport au fond diffus cosmologique est de 5 095 ± 21 km/s, ce qui correspond à une distance de Hubble de 75,2 ± 5,3 Mpc (∼245 millions d'al).
La classe de luminosité de NGC 726 est IV-V et elle présente une large raie HI.